# Подміхалє (ґміна)
Ґміна Подміхалє — сільська гміна в Калуському повіті Станиславівського воєводства Другої Речі Посполитої та у Крайсгауптманшафті Станіслав Дистрикту Галичина Третього Райху. Адміністративним центром гміни було село Підмихайля.
Об’єднану сільську Підмихайлівську ґміну (рівнозначну волості) було утворено 1 серпня 1934 р. у межах адміністративної реформи в ІІ Речі Посполитій із суміжних тогочасних сільських ґмін (самоврядних громад): Бєрєжніца, Вістова, Добровляни, Мислув (Мислів), Подміхалє (Підмихайля), Подхоркі (Підгірки), Рип'янка, Студзянка (Студінка), Хоцін (Хотінь), Яворувка (Яворівка).
Площа ґміни — 115,79 км².

Кількість житлових будинків — 2 247.

Кількість мешканців — 10 748.
Національний склад населення ґміни Подміхалє на 01.01.1939:
| село       | населення | українці-грекокатолики | українці-латинники | євреї | німці  | поляки |
| ---------- | --------- | ---------------------- | ------------------ | ----- | ------ | ------ |
| Бережниця  | 1620      | 920                    | 680                |       |        | 20     |
| Вістова    | 1200      | 1155                   | 10                 | 5     |        | 30     |
| Добровляни | 1160      | 1150                   |                    |       |        | 10     |
| Мислів     | 1340      | 1240                   |                    | 40    |        | 60     |
| Підгірки   | 2010      | 1700                   | 40                 | 15    |        | 255    |
| Підмихайля | 3100      | 2470                   | 550                | 30    |        | 50     |
| Ріп’янка   | 810       | 765                    | 25                 |       | 5      | 15     |
| Студінка   | 1600      | 1550                   | 20                 | 20    |        | 10     |
| Хотінь     | 1990      | 1530                   | 170                | 40    |        | 250    |
| Яворівка   | 570       | 540                    |                    | 20    |        | 10     |
| Загалом    | 15400     | 13020                  | 1495               | 170   | '5     | 710    |
| Відсотки   | 100 %     | 84,55 %                | 9,71 %             | 1,1 % | 0,03 % | 4,61 % |

17 січня 1940 р. ґміна була ліквідована, а територія увійшла до новоствореного Калуського району.
Гміна (волость) була відновлена на час німецької окупації з липня 1941 р. до липня 1944 р., адміністративний центр перенесено в село Вістова, відповідно була й перейменована ґміна. Зі складу ґміни передано до ґміни Новиця села Бережниця і Добровляни, натомість передано з цієї ґміни село Завій, а зі ґміни Войнилів — село Бабин Зарічний.
На 1.03.1943 населення ґміни становило 12 751 особу..